# Arrítmia sinusal respiratòria
L'arrítmia sinusal respiratòria és la variació de la freqüència cardíaca del node sinusal amb el cicle respiratori. Consisteix a la ralentització fisiològica de la freqüència cardíaca durant la exhalació i l'acceleració de la mateixa durant la inhalació. És comú trobar-la en nens i persones joves, ja que aquests acostumen a ser més vagotònics. Es considera una variació del ritme sinusal normal que no implica patologia ni requereix cap tipus de tractament.

## Fisiopatologia
L'arrítmia sinusal es deu al reflex de Bainbridge, que es desencadena per canvis en la pressió a l'aurícula dreta (augments o disminucions). La freqüència cardíaca està regulada per centres del bulb raquidi, i un d'aquests centres, el nucli ambigu, envia senyals al cor a través del nervi vague, que forma part del sistema nerviós parasimpàtic. Quan aquest nervi s'activa, redueix la freqüència cardíaca en disminuir l'activitat del node sinusal. Durant l'espiració, les neurones del nucli ambigu s'activen i el cor batega més lentament. En canvi, durant la inspiració, senyals inhibidors redueixen l'activitat del nucli ambigu, i el nervi vague no actua, permetent que la freqüència cardíaca augmenti.